# Football Club Baulmes
Il Football Club Baulmes è una società di calcio svizzera della città di Baulmes. La sua fondazione risale al 1º luglio 1940.
Attualmente milita nella Terza Lega (7 livello).

## Cronistoria
- 1940 - 1984: Quarta Lega
- 1984 - 1996: Terza Lega
- 1996 - 2001: Seconda Lega
- 2001 - 2004: Prima Lega
- 2004 - 2007: Divisione Nazionale B
- 2007 - : Prima Lega

(Legenda: Divisione Nazionale A = 1º livello / Divisione Nazionale B = 2º livello / Prima Lega = 3º livello / Seconda Lega = 4º livello / Terza Lega = 5º livello / Quarta Lega = 6º livello / Quinta Lega = 7º livello / Sesta Lega = 8º livello)

## Palmarès

### Competizioni interregionali
- Seconda Lega interregionale: 1

2000-2001 (gruppo 2)

## Stadio
Il FC Baulmes gioca le partite casalinghe allo stadio del Sous-Ville costruito nel 2007, ha una capienza di 2 550 spettatori (50 seduti e 2 500 in piedi). Le dimensioni sono 100 m per 64 m.

## Allenatori
- 2004 - 2007 Umberto Barberis
- 2007 - 2007 Christophe Moulin
- 2007 - Jochen Dries e Christian Mischler